# Eduard Laeis
Eduard Laeis (* 4. August 1826 in Trier; † 10. März 1908 ebenda) war ein deutscher Maschinenfabrikant und Politiker.

## Leben
Laeis studierte Rechtswissenschaft an der Universität Bonn. Zwischen 1850 und 1854 arbeitete er als Direktor bei der Berburger-Eisenhütte in Grevenmacher, Großherzogtum Luxemburg. Danach kehrte er nach Trier zurück, erwarb dort die Eisenhandlung Endres und gründete eine Eisengießerei. 1851 heiratete er Julie Keller. Sein Schwager Baptist Keller und der Rechtsanwalt Ferdinand Amlinger waren Miteigentümer der Firma "Eduard Laeis u. Cie.". Das Unternehmen war eine Eisengießerei mit mechanischer Werkstätte mit Schmiede, Dreherei, Schlosserei und Möbelschreinerei. Das Unternehmen wuchs rasch und beschäftigte 1870 40 Arbeiter und 1873 bereits 65. Das Unternehmen entwickelte sich zu einer Maschinenfabrik. Die erhaltenen Teile der Maschinenfabrik Laeis in der Ostallee 3 stehen als Baudenkmal unter Denkmalschutz, siehe hierzu Liste der Kulturdenkmäler in Trier-Mitte/Gartenfeld. 1876 zahlte Laeis seine Gesellschafter aus und war nun alleiniger Eigentümer des Unternehmens. 1882 traten seine 4 Söhne, darunter Ernst Max Eduard Laeis als Gesellschafter in den Betrieb ein. Von 1874 bis 1876 ließ Laeis in der Paulinstraße die Villa Laeis erbauen.
Laeis wurde 1859 Handelsrichter und war von 1863 bis 1881 Präsident der Handelskammer Trier. Politisch vertrat er liberale Positionen und wurde 1865 in die Stadtverordnetenversammlung gewählt. Von 1888 bis 1903 war er Mitglied des Provinziallandtages der Rheinprovinz.